# Mikoyan-Gurevich I-211
O Mikoyan-Gurevich I-211 foi um protótipo de caça soviético de alta altitude construído durante a Segunda Guerra Mundial. Foi uma versão do Mikoyan-Gurevich I-210, que era por si mesmo uma variante do Mikoyan-Gurevich MiG-3, equipado com um motor radial Shvetsov ASh-82F. Seu desenvolvimento foi um tanto prolongado e apesar de bem sucedido, na época que foram finalizados os testes do fabricante no início de 1944, não havia mais necessidade de um caça de alta altitude e não era vantajoso reduzir a produção dos caças existentes para converter uma fábrica para o I-211.

## Desenvolvimento
O I-211 foi um descendente direto do protótipo Mikoyan-Gurevich I-210, também conhecido como MiG-3-82 ou MiG-9. No final de 1941, houve a decisão de encerrar a produção do motor Mikulin AM-35A utilizado pelo MiG-1 e MiG-3 em favor do motor Mikulin AM-38 utilizado no Ilyushin Il-2. A equipe de projetos da MiG já havia criado uma versão do MiG-3 chamado de I-210, utilizando um motor radial Shvetsov ASh-82 ao invés de um motor em linha refrigerado a água. Algumas alterações foram feitas para acomodar a larga circunferência do motor, mas o redesenho da entrada de ar do motor foi falho e o I-210 provou ser mais lento que o Yak-1 ou que o LaGG-3 quando voou pela primeira vez em 23 de Julho de 1941.
Artem Mikoyan e Mikhail Gurevich continuaram o desenvolvimento e outro protótipo foi construído, o MiG I-211, ou MiG-9Ye, utilizando um motor melhorado, o ASh-82F. Outras melhorias em relação ao I-210 incluíram refinamentos aerodinâmicos na entrada de ar do motor, a cabine de pilotagem foi movida 24,5 cm (9,65 in) para trás, as entradas de ar para o radiador de óleo foi movida para as raízes da asa, o radiador de óleo foi movido inteiramente para dentro da fuselagem e uma maior cauda foi instalada. Foi armado com dois canhões automáticos ShVAK de 20 mm. Pesava cerca de 300 kg (661 lb) menos que o I-210, possivelmente devido a sua estrutura inteira de metal, mas isto não pode ser confirmado.
Estes refinamentos levaram a maior parte do ano de 1942 para projetar e a montagem não havia iniciado até Dezembro de 1942. Seu primeiro voo foi em 24 de Fevereiro de 1943. A redução no arrasto e em peso melhoraram bastante o desempenho em relação ao I-210, com uma velocidade máxima de 670 km/h (362 kn) a uma altitude de 7 000 m (23 000 ft) e levava apenas 4 minutos para atingir uma altitude de 5 000 m (16 400 ft). A OKB havia originalmente planejado construir dez aviões no primeiro trimestre de 1943, mas os testes do fabricante demoraram e não haviam sido concluídos até o primeiro trimestre de 1944. Nesta época, havia pouca demanda para um caça de alta altitude e o projeto foi cancelado com apenas uma aeronave tendo sido construída.

### Nomenclatura
Em alguns livros mais antigos, o MiG I-211 é chamado de MiG-5. Entretanto, sabe-se agora que a designação MiG-5 foi reservada para a versão de produção do MiG DIS, um caça bimotor que não entrou em produção. O acrônimo DIS vem de Dalnij Istrebitel Soprovozhdenya ou caça de escolta de longo-alcance. Similarmente, a designação MiG-9 seria utilizada para a versão de produção do MiG-3 com o motor radial ASh-82. Este nome foi reutilizado logo depois para o primeiro caça a jato da Mikoyan-Gurevich.

## Operadores
União Soviética
- Força Aérea Soviética

## Leitura Adicional
- Gordon, Yefim (2003). Mikoyan's Piston-Engined Fighters (Red Star Volume 13). Earl Shilton, Leicester, Reino Unido: Midland Publishing Ltd. ISBN 1-85780-160-1
- Gordon, Yefim; Khazanov, Dmitri (1998). Soviet Combat Aircraft of the Second World War, Volume One: Single-Engined Fighters. Earl Shilton, Leicester, Reino Unido: Midland Publishing Ltd. ISBN 1-85780-083-4
- Green, William (1961). War Planes of the Second World War, Volume Three: Fighters. Londres, Reino Unido: Macdonald & Co.(Publishers) Ltd. ISBN 0-356-01447-9
- Green, William; Swanborough, Gordon (1977). WW2 Aircraft Fact Files: Soviet Air Force Fighters, Part 1. Londres, Reino Unido: Macdonald and Jane's Publishers Ltd. ISBN 0-354-01026-3